# Dedino, Kărdjali
Dedino (în bulgară Дедино) este un sat în comuna Ardino, regiunea Kărdjali,  Bulgaria. 

## Demografie
Componența etnică a satului Dedino
     Turci (89,47%)
     Nicio identificare (10,52%)
     Altele (0%)
La recensământul din 2011, populația satului Dedino era de 57 locuitori. Din punct de vedere etnic, majoritatea locuitorilor (89,47%) erau turci. Pentru 10,52% din locuitori nu este cunoscută apartenența etnică.